# Kazanlıpınar, Dulkadiroğlu
Kazanlıpınar là một xã thuộc huyện Dulkadiroğlu, tỉnh Kahramanmaraş, Thổ Nhĩ Kỳ. Dân số thời điểm năm 2010 là 340 người.